# Mekeme Tamla Ladji
Mekeme Tamla Ladji (Abiyán, Costa de Marfil, 19 de septiembre de 1985), conocido como Zito, es un futbolista marfileño. Juega de defensa y su actual equipo es el Levadiakos de la Superliga de Grecia. 

## Clubes
| Club                 | País            | Año           |
| -------------------- | --------------- | ------------- |
| ASEC Mimosas         | Costa de Marfil | 2001-2004     |
| KSK Beveren          | Bélgica         | 2004-2007     |
| Le Mans FC           | Francia         | 2007-2013     |
| Stade Laval (Cedido) | Francia         | 2008-2009     |
| Maccabi Petah Tikva  | Israel          | 2013-2014     |
| Levadiakos           | Grecia          | 2014-Presente |